# کلسیم بورات
کلسیم بورات (به انگلیسی: Calcium borate) با فرمول شیمیایی Ca۳(BO۳)۲ یک ترکیب شیمیایی با شناسه پاب‌کم ۱۳۴۶۶۰ است. که جرم مولی آن ۲۳۷٫۸۵۲ g/mol می‌باشد. شکل ظاهری این ترکیب، بلور سفید مایل به آبی است.